# 香港ディズニーランド・リゾート
香港ディズニーランド・リゾート（ホンコンディズニーランド・リゾート、繁体字中国語: 香港迪士尼樂園度假區、英語: Hong Kong Disneyland Resort、略称：HKDLR）は、香港ディズニーランドを含む香港荃湾区のランタオ島にあるリゾート施設群。中国初のディズニーリゾートで、世界最小でもある。

## 概要
香港ディズニーランド・リゾートは、香港ディズニーランド・パークとディズニーホテル、インスピレーションレークを核に構成される。従業員のことを「キャスト・メンバー」、利用客のことを「ゲスト」と通称するなど、ディズニー直営のテーマリゾートの手法に倣った展開をしている。
アジアで2番目の「ディズニーリゾート」である。ディズニーランド・リゾート、ウォルト・ディズニー・ワールド・リゾート、東京ディズニーリゾート、ディズニーランド・パリに次ぐ世界で5番目の「ディズニーリゾート」として、2005年にオープン。
ウォルト・ディズニー・カンパニー本社と香港特別行政府などが出資する合弁会社香港インターナショナルテーマパークが所有し、直接の経営を行う。同社の運営については、ディズニー本社の4つの事業部門の1つであるディズニー・エクスペリエンスが所管している。

## 構成
香港ディズニーランド・リゾートは2つのディズニーパーク、2つディズニーホテル、交通機関から構成される。

### ディズニーパーク
- 香港ディズニーランド（香港迪士尼樂園、Hong Kong Disneyland）
- インスピレーションレーク（Inspiration Lake Recreation Centre）

### ホテル
- 香港ディズニーランド・ホテル（香港迪士尼樂園酒店、Hong Kong Disneyland Hotel）
- ディズニー・ハリウッド・ホテル（Disney's Hollywood Hotel）

### 交通機関
- ディズニー・シャトルバス（Disney's shuttle bus）
- ディズニーランド・リゾートライン (Disneyland Resort line)
- ディズニーランド・リゾート・ピア (Disneyland Resort Pier)

## 今後の予定
- マーベル・シネマティック・ユニバースのテーマとしたエリア（アベンジャーズ・キャンパスとは未発表）の拡張計画。
- ディズニー映画『アナと雪の女王』拡張エリア。

## 歴史
- 1999年11月2日 - 香港に『ディズニーランド・パーク』の建設を発表。
- 2003年1月12日 - 起工式、土木・植栽工事が開始。
- 2004年
  - 7月30日 - 香港ディズニーランド・オーナーアンバサダー（名誉大使）に張学友が就任。
  - 9月23日 - シンボル「眠れる森の美女の城」完成。
  - 10月21日 - 初代香港ディズニーランドアンバサダーにイー・ラク・トーが就任。
  - 10月30日 - ディズニーキャスト募集開始。
  - 11月22日 - パークグランドオープン日とチケット料金を公式発表。
- 2005年
  - 2月15日 - ディズニーホテル「香港ディズニーランド・ホテル」の予約が開始。同時に宿泊料金も公式発表。
  - 4月 - ウォルト・ディズニー・ワールド・リゾートにある「エプコット」内の中国館にて、香港ディズニーランドの展覧が開始される。
  - 6月16日 - 香港国際空港に、ディズニーストアオープン。（店名は、The magic of Hong Kong Disneyland）
  - 7月1日 - 香港ディズニーランドのパスポートが一般発売開始。
  - 7月20日 - マスコミを対象にしたプレビューが行われた。
  - 8月1日 - ディズニーランド・リゾートライン開通。
  - 8月16日 - プレビュー開始。また同時に「インスピレーションレーク」グランドオープン。
  - 9月12日 - 全世界で5番目及びアジアで3番目（東京ディズニーランド、東京ディズニーシーに次ぐ）となるディズニーパーク「香港ディズニーランド」グランドオープン。それと共にリゾート全体を表す「香港ディズニーランド・リゾート」が正式にスタート。
- 2006年
  - 7月13日 - アトラクション「スティッチ・エンカウンター」、アトラクション「オートピア」、アトラクション「UFOゾーン」オープン。
  - 9月29日 - 年間パスポートの販売開始。
- 2007年7月14日 - アトラクション「アニメーション・アカデミー」オープン。
- 2008年
  - 1月22日 - アトラクション「ミッキーの家」オープン。
  - 3月7日 - エンターテイメント「ハイスクールミュージカルライブ!」スタート。
  - 3月31日 - アトラクション「タートル・トーク」オープン。
  - 3月7日 - アトラクション「ミッキーの家」クローズ。
  - 4月28日 - アトラクション「イッツ・ア・スモールワールド」オープン、エンターテイメント「マペットのモバイルラボ」スタート。
  - 5月13日 - アトラクション「ディズニーランドストーリー」クローズ。
  - 5月19日 - 四川大地震の被害者対象に黙祷が行われた。またこの日のみ、追悼の意をこめて、エンターテイメント「ディズニー・イン・ザ・スターズ」を中止した。
  - 8月10日 - アトラクション「タートル・トーク」クローズ。
- 2009年2月9日 - パスポート料金が変更された。
- 2010年9月12日 - 開園5周年。
- 2011年11月18日 - 5番目のテーマランド「トイ・ストーリーランド」オープン。
- 2012年7月14日 - 6番目のテーマランド「グリズリー・ガルチ」オープン。
- 2013年5月17日 - 7番目のテーマランド「ミスティック・ポイント」オープン。
- 2015年9月12日 - 開園10周年。
- 2019年- マーベル・シネマティック・ユニバースをテーマとしたエリアとディズニー映画『アナと雪の女王』をテーマとしたエリアを発表。
- 2020年
  - 1月26日〜6月17日 -  2019新型コロナウイルスの流行拡大により長期休業[1][2][3]。その後、入園者数を制限して営業を再開。
  - 7月15日〜9月24日 - 2019新型コロナウイルスの流行再拡大により再び長期休業。

## アンバサダー
| 担当年 | 氏名               |
| ------ | ------------------ |
| 2005年 | イー・ラク・トー   |
| 2006年 | ジャースミン・ロー |
| 2009年 | チー・ホー・ロー   |

3名の歴代アンバサダーのうち、2代目のジャースミン・ローは2年間アンバサダーを務めている。

## 交通
- 空港建設時に近くまで地下鉄東涌線が開通しており、支線として迪士尼線が2005年8月1日に開通した。香港地下鉄中環駅からは約25分で行くことができる。